# Kingklip
Der Kingklip (Genypterus capensis) ist eine Fischart aus der Familie der Bartmännchen (Ophidiidae). Der aalartige Bodenfisch lebt an den Küsten Südafrikas und Namibias auf felsigen Regionen des Kontinentalschelfes und des Kontinentalabhangs in 50 bis 500 Metern Tiefe. Er ernährt sich von kleineren Fischen, Kalmaren und Krebstieren. Die Laichzeit ist von August bis Oktober. Jungfische leben in seichteren Regionen als die Adulten.

## Merkmale
Genypterus capensis wird bis zu 1,80 m lang und bis zu 15 kg schwer. Er ist orange oder rosa gefärbt. Auf dem Rücken trägt er dunkle Flecken. Die Rückenflosse hat etwa 150 Flossenstrahlen, die Afterflosse etwa 100. Beide Flossen sind mit der Schwanzflosse zu einem durchgehenden Flossensaum zusammengewachsen.
Zurzeit ist noch ungeklärt ob Genypterus capensis und der nah verwandte Genypterus blacodes zwei verschiedene Arten sind.

## Nutzung
Genypterus capensis ist ein guter Speisefisch und wird kommerziell mit pelagischen Schleppnetzen oft als Beifang der Fischerei auf Seehechte gefangen. 2004 wurden 12.310 Tonnen vor allem von Südafrika und Namibia angelandet. Von Genypterus blacodes, der ebenfalls als Kingklip vermarktet wird, wurden 2014 30.446 Tonnen gefangen; die größten Fangnationen sind hier Argentinien und Neuseeland.
Sein Fleisch ist weiß, fest, grätenarm und hat einen unverwechselbaren Geschmack. Er ist als Frischfisch auf der Speisekarte in fast allen guten Restaurants der südafrikanischen Kapregion zu finden. In Europa wird er meist tiefgefroren im Handel angeboten. In Andalusien ist der Kingklip unter der Bezeichnung Rosada (de Cabo) ein sehr verbreitetes Angebot in der Gastronomie und auch häufig auf den Märkten zu finden.